# Durómetro

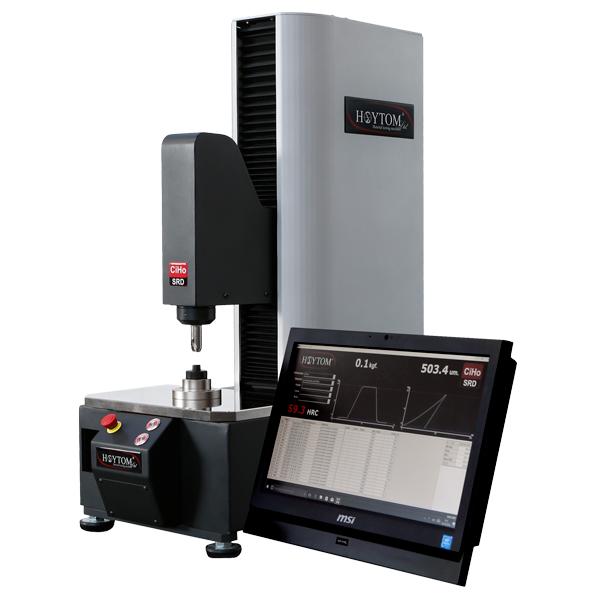
Durómetro moderno Rockwell

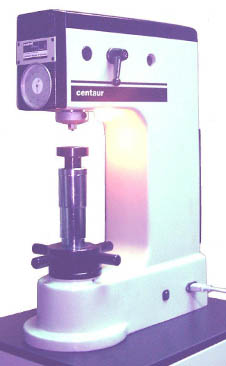
Durómetro Rockwell.

Un durómetro es un aparato que mide la dureza de los materiales, existiendo varios procedimientos para efectuar esta medición. 
Los más utilizados son los de Rockwell, Brinell, Vickers y Microvickers. Se aplica una fuerza normalizada sobre un elemento penetrador, también normalizado, que produce una huella sobre el material. En función del grado de profundidad o tamaño de la huella, obtendremos la dureza. 
Dentro de cada uno de estos procedimientos, hay diversas combinaciones de cargas y penetradores, que se utilizarán dependiendo de la muestra a ensayar.

## Funcionamiento del durómetro
Para la medición de la dureza de materiales el durómetro funciona de la siguiente manera:
- Dependiendo de la profundidad o tamaño de la huella que se obtenga de esta aplicación de fuerza es como sabremos el grado de dureza del material.

Así se puede conocer la resistencia al corte de la superficie que tiene el material analizado y se utilizan diferentes tipos de durómetros, entre los que encontramos los que se explicaron más arriba.

## Usos y aplicaciones
El uso más común del durómetro en la industria farmacéutica es la medición de la resistencia y dureza de pastillas y cápsulas para verificar que puedan resistir el proceso de producción, empaque, distribución y venta, también para asegurarse de que la dureza del medicamento permita su desintegración dentro del cuerpo o que sea fácil de masticar.
En industrias como la de la construcción y la del metal se trata de medir la dureza y resistencia de los materiales con los que se ha de construir  para garantizar que cumplen con determinados estándares de seguridad y calidad.

### En la industria farmacéutica
Se utilizan para medir la fuerza de rompimiento de las tabletas y pastillas como una medida de aseguramiento de la calidad. Existen durómetros manuales, semiautomáticos y automatizado.  Las tabletas deben de tener una dureza óptima, por ejemplo tabletas con una dureza mayor pueden no ser absorbidas en el tracto gastrointestinal del paciente. Los durómetros más utilizados en la industria farmacéutica son Dr. Schleuniger y Pharmatest producidos en Suiza y Alemania respectivamente.